# Fons, Lot

Fons este o comună în departamentul Lot din sudul Franței. În 2009 avea o populație de 394 de locuitori.

## Evoluția populației
| An        | 1975 | 1982 | 1990 | 1999 | 2006 | 2009 |
| --------- | ---- | ---- | ---- | ---- | ---- | ---- |
| Populație | 309  | 321  | 341  | 342  | 386  | 394  |